# 弗雷斯诺村
弗雷斯诺村（西班牙語：Aldea del Fresno）是西班牙马德里自治区的一个市镇。总面积52平方公里，总人口1538人（2001年），人口密度30人/平方公里。